# اسپرانژ
اسپرانژ (به لوکزامبورگی: Hesper) یک شهرداری در استان لوکزامبورگ کشور لوکزامبورگ است که ۲۷٫۲۲ کیلومترمربع مساحت دارد و جمعیت آن در سال ۲۰۰۹ میلادی ۱۱۳۲۳ نفر بوده‌است.